# كل الغد
كل الغد: سجل مليار عام للأنواع العديدة والمصائر المختلطة للإنسان (بالإنجليزية: All Tomorrows: A Billion Year Chronicle of the Myriad Species and Mixed Fortunes of Man)‏ هو عمل خيال علمي وتطور تأملي كتبه ورسمه الفنان التركي سي. إم. كوسيمين [الإنجليزية] تحت الاسم القلمي نيمو رامجيت. يستكشف الكتاب مسارًا مستقبليًا افتراضيًا للتطور البشري يمتد من المستقبل القريب إلى مليار عام من الحاضر. تتطور العديد من الأنواع البشرية المستقبلية من خلال وسائل طبيعية ومن خلال الهندسة الوراثية، التي أجراها البشر أنفسهم ونوع غريب غامض ومتفوق يسمى كو (بالإنجليزية: Qu)‏.
مستوحى من أعمال الخيال العلمي لأولاف ستابليدون وإدوارد جيبون تاريخ ضعف وسقوط الإمبراطورية الرومانية، عمل كوسمان على كتاب كل الغد من عام 2003 حتى نشر الكتاب كملف بي دي إف مجاني عبر الإنترنت في عام 2006. يعتزم كوسمان في نهاية المطاف نشر كتاب كل الغد الموسع بشكل كبير في شكل مادي، مع نص جديد ورسوم توضيحية محدثة.

## وصلات خارجية
- كل الغد – النسخة الأصلية للكتاب بصيغة بي دي إف 2006
- كل الغد – الترجمة الروسية 2009/2010 كل الغد بواسطة بافل فولكوف
- An "abridged" retelling على يوتيوب – بواسطة Alt Shift X، وأوصى به سي. إم. كوسيمين نفسه (انظر التعليق المثبت)
- كل الغد - ترجمة كتاب كل الغد للكاتب د. لومباردو إلى اللغة الإيطالية 2023
- كل الغد - ترجمة كتاب كل الغد للكاتب د. لومباردو إلى اللغة التشيكية 2023
- كل الغد - ترجمة كتاب كل الغد للكاتب د. لومباردو إلى اللغة التشيكية 2022